# Radio 2 Top 30
De Radio 2 Top 30 of VRT Top 30 (voorheen ook Radio2 Top 30) is een publieke hitlijst die op zaterdag tussen 11:00 en 13:00 uur op de VRT, meer bepaald op Radio 2, wordt uitgezonden. De lijst is de opvolger van de BRT Top 30, die samen met de omroep in 1992 mee van naam veranderde en gaat terug tot 2 mei 1970. Het is de meest populaire hitlijst van de openbare omroep in Vlaanderen en tevens de best beluisterde hitlijst.
Tussen medio 1988 en begin 1995 werden Nederlandstalige hits van Vlaamse artiesten opgenomen in een speciale Vlaamse Top 10. Deze nummers verschenen niet in de VRT Top 30. Hierdoor hebben verschillende hits in deze periode de nummer 1-positie misgelopen.
De lijst verschilt op één punt wezenlijk van de concurrerende hitlijst; de Vlaamse Ultratop 50: al te progressieve dance- en te harde hardrockplaten worden niet opgenomen in de lijst, aangezien Radio 2 een familiezender is. Vlaamse artiesten als 2 Fabiola, Fiocco, Sylver en Milk Inc. zijn daardoor in de afgelopen jaren, ondanks nummer 1-hits, uitgesloten gebleven.
Naast verkoopaantallen tellen bij de hitlijst ook airplay en populariteitscijfers mee bij de samenstelling van de lijst.
Uit de hitlijst en de bubbling under wordt de "Radio 2 Vlaamse 30" afgeleid, waarin Vlaamse artiesten met Nederlandstalige hits een plaats vinden. Deze lijst wordt op zondagmiddag uitgezonden.

## Presentatoren
| Van     | Tot     | Presentator       |
| ------- | ------- | ----------------- |
| 05/1970 | 12/1970 | Roger Troch       |
| 12/1970 | 12/1980 | Paul Verbrugghe   |
| 12/1980 | 06/1990 | Johan De Maeyer   |
| 06/1990 | 04/1998 | Guy De Vynck      |
| 04/1998 | 02/2004 | Alain Claes       |
| 02/2004 | 12/2012 | Dieter Vandepitte |
| 01/2013 | 04/2020 | Caren Meynen      |
| 04/2020 | 03/2023 | Peter Hermans     |
| 03/2023 |         | Dirk Ghijs        |

## Radio 2 Top 30 Rewind
Sinds mei 2020 wordt elke zondagnacht tussen 00:00 en 02:00 uur de Radio 2 Top 30 Rewind uitgezonden. De 30 hits en de verdwenen singles worden dan non-stop uitgezonden.

## Top 100 van 50 jaar Radio 2 Top 30
Op zaterdag 2 mei 2020 bestond de Radio 2 Top 30 exact 50 jaar. Ter gelegenheid van die verjaardag zond Radio 2 een Top 100 uit van de populairste platen. De lijst werd samengesteld door de luisteraars via stemming op de website van Radio 2. De presentator van de Top 100 was Peter Hermans. Ook werd een boek uitgebracht geschreven door Geert De Vriese en Frank Van Laeken over de afgelopen 50 jaar top 30 met verhalen van de presentatoren en (jaar)overzichten.
|    | Artiest                      | Titel                             | Palmares in Top 30           |
| -- | ---------------------------- | --------------------------------- | ---------------------------- |
| 1  | BLØF & Geike Arnaert         | Zoutelande                        | 9 weken op nummer 1 in 2018  |
| 2  | Marco Borsato                | Rood                              | 17 weken op nummer 1 in 2006 |
| 3  | ABBA                         | Dancing Queen                     | 7 weken op nummer 1 in 1976  |
| 4  | Andrea Bocelli               | Con te partirò                    | 10 weken op nummer 1 in 1996 |
| 5  | Amy Macdonald                | This Is the Life                  | 10 weken op nummer 1 in 2008 |
| 6  | Triggerfinger                | I Follow Rivers                   | 7 weken op nummer 1 in 2012  |
| 7  | Adele                        | Hello                             | 6 weken op nummer 1 in 2015  |
| 8  | ABBA                         | The Winner Takes It All           | 7 weken op nummer 1 in 1980  |
| 9  | James Blunt                  | You're Beautiful                  | 7 weken op nummer 1 in 2005  |
| 10 | Fixkes                       | Kvraagetaan                       | 11 weken op nummer 1 in 2007 |
| 11 | Bryan Adams                  | (Everything I Do) I Do It for You | 11 weken op nummer 1 in 1991 |
| 12 | Creedence Clearwater Revival | Up Around the Bend                | 3 weken op nummer 1 in 1970  |
| 13 | Barbra Streisand             | Woman in Love                     | 4 weken op nummer 1 in 1980  |
| 14 | Vaya Con Dios                | What's a Woman                    | 8 weken op nummer 1 in 1990  |
| 15 | Pharrell Williams            | Happy                             | 10 weken op nummer 1 in 2014 |
| 16 | Anita Meyer                  | Why Tell Me, Why                  | 4 weken op nummer 1 in 1981  |
| 17 | Vangelis                     | Conquest of Paradise              | 8 weken op nummer 1 in 1995  |
| 18 | ABBA                         | Chiquitita                        | 5 weken op nummer 1 in 1979  |
| 19 | Whitney Houston              | I Will Always Love You            | 7 weken op nummer 1 in 1993  |
| 20 | Kaoma                        | Lambada                           | 6 weken op nummer 1 in 1989  |